# Lethrus
Lethrus — рід жуків родини Geotrupidae, єдиний у підродині Lethrinae. Об'єднує понад 120 видів, поширених у Південно-Східній Європі, Центральній Азії, Монголії та на півночі Китаю.
Згідно з працею Багатурова й Ніколаєва 2015 року рід поділяється на 11 підродів:
- Lethrus Scopoli, 1777 15 видів, Південно-Східна Європа, Мала Азія
- Teratolethrus Semenov, 1894 3 види
- Autolethrus Semenov, 1892 22 види
- Abrognathus Jakovlev, 1890 3 види
- Ceratodirus Fisher von Waldheim, 1845 11 видів
- Furcilethrus Nikolajev, 1968 19 видів[1]
- Heteroplistodus Jakovlev, 1890
- Neolethrus Nikolajev, 1987 1 вид Lethrus arcanus S. I. Medvedev, 1971, Туркменістан
- Paralethrus Nikolajev, 2003 5 видів
- Scelolethrus Semenov, 1892 25 видів
- Teratolethrus Semenov, 1894 3 види, Іран, Туркменістан